# Monte Feldkotter
Il Monte Feldkotter (in lingua inglese: Mount Feldkotter) è una montagna antartica, alta 1.510 m, situata 7 km a sud del Gambacorta Peak, nel Neptune Range, che fa parte dei Monti Pensacola in Antartide.
Il monte è stato mappato dall'United States Geological Survey (USGS) sulla base di rilevazioni e foto aeree scattate dalla U.S. Navy nel periodo 1956-66.
La denominazione è stata assegnata dall'Advisory Committee on Antarctic Names (US-ACAN) in onore di Henry H.J. Feldkotter, elettricista di aerei presso la Stazione Ellsworth durante l'inverno 1958.